# Erik von Stockenström (borgmästare)
Ej att förväxlas med riksrådet Erik von Stockenström (1703–1790).
Erik von Stockenström, född 2 januari 1823 i Västanfors socken, Västmanlands län, död 2 december 1905 i Helsingborgs stadsförsamling, var en svensk borgmästare och politiker.
Erik von Stockenström blev student vid Uppsala universitet 1849 samt avlade juridisk examen 1849 och hovrättsexamen 1851. Han blev därefter extra ordinarie notarie i Svea hovrätt och var under en följd av år tillförordnad domhavande i Dalarna. Han blev borgmästare i Härnösands stad 1859, var adjungerad ledamot av Svea hovrätt 1859–1860  och borgmästare i Helsingborgs stad 1868–1899. Han var riksdagsman för borgarståndet i Härnösand vid ståndsriksdagen 1865–1866. von Stockenström var gift med Emerentia Sohlén. De var föräldrar till konstnären Albert von Stockenström. Makarna von Stockenström är begravda på Gamla kyrkogården i Helsingborg.